# Handball-Oberliga Rheinland-Pfalz/Saar 2011/12
Die Handball-Oberliga Rheinland-Pfalz/Saar 2011/12 (OL-RPS) wurde unter dem Dach der Handball-Landesverbände Rheinhessen (HVR), Rheinland (HVRL), Pfalz (PfHV) und Saar (HVS) organisiert und ist die höchste Spielklasse des Verbundes. Die Oberliga – RPS ist nach der Bundesliga, der 2. Bundesliga und der Regionalliga eine der vierthöchsten Spielklassen im deutschen Handball.

## Saisonverlauf
Die Handball-Oberliga Rheinland-Pfalz/Saar 2011/12 war die zehnte Ausspielung dieser Handballliga.

## Modus
Sechzehn Mannschaften (Frauen vierzehn) spielten eine Hin- und Rückrunde. Nach Abschluss der daraus resultierenden Spieltage ist der Meister in die 3. Liga aufgestiegen. Die vier letzten Mannschaften (Frauen drei) mussten in die Ligen der Landesverbände absteigen. Der Modus war für Männer- und Frauenteams gleich. 

## Teilnehmer
Nicht mehr dabei waren die Auf- und Absteiger der Vorsaison. Neu hinzukam der Absteiger (A) aus der 3. Liga und die Aufsteiger (N) aus den Ligen der Landesverbände.

## Abschlussplatzierungen
| Männer  1. SV 64 Zweibrücken - 2. TSG Haßloch (A) - 3. VTZ Saarpfalz - 4. VTV Mundenheim (A) - 5. SG Saulheim - 6. HV Vallendar (A) - 7. TV Offenbach - 8. MSG HF Illtal - 9. SG Ottersheim/Bellheim/Z. (N) - 10 TuS 04 Dansenberg - 11 TV 05 Mülheim (N) - 12 HG Saarlouis II  13 MSG HF Untere Saar  14 TV 1891 Moselweiß  15 TV 1848 Bodenheim (N)  16 HSG DJK Nordsaar (N) | Frauen  1. TG Konz - 2. DJK St. Michael Marpingen - 3. HSG Wittlich - 4. VTV Mundenheim - 5. TSV 1886 Kandel - 6. SG Ottersheim/Bellheim/Z. - 7. TSG Friesenheim - 8. SV 64 Zweibrücken - 9. HSV Viktoria Püttlingen - 10 TV Bassenheim 1911 (N) - 11 1. FSV Mainz 05 II (N)  12 TuS Weibern 1920 II - 13 TV 1896 Ruchheim (N)  14 HSV Merzig-Hilbringen |

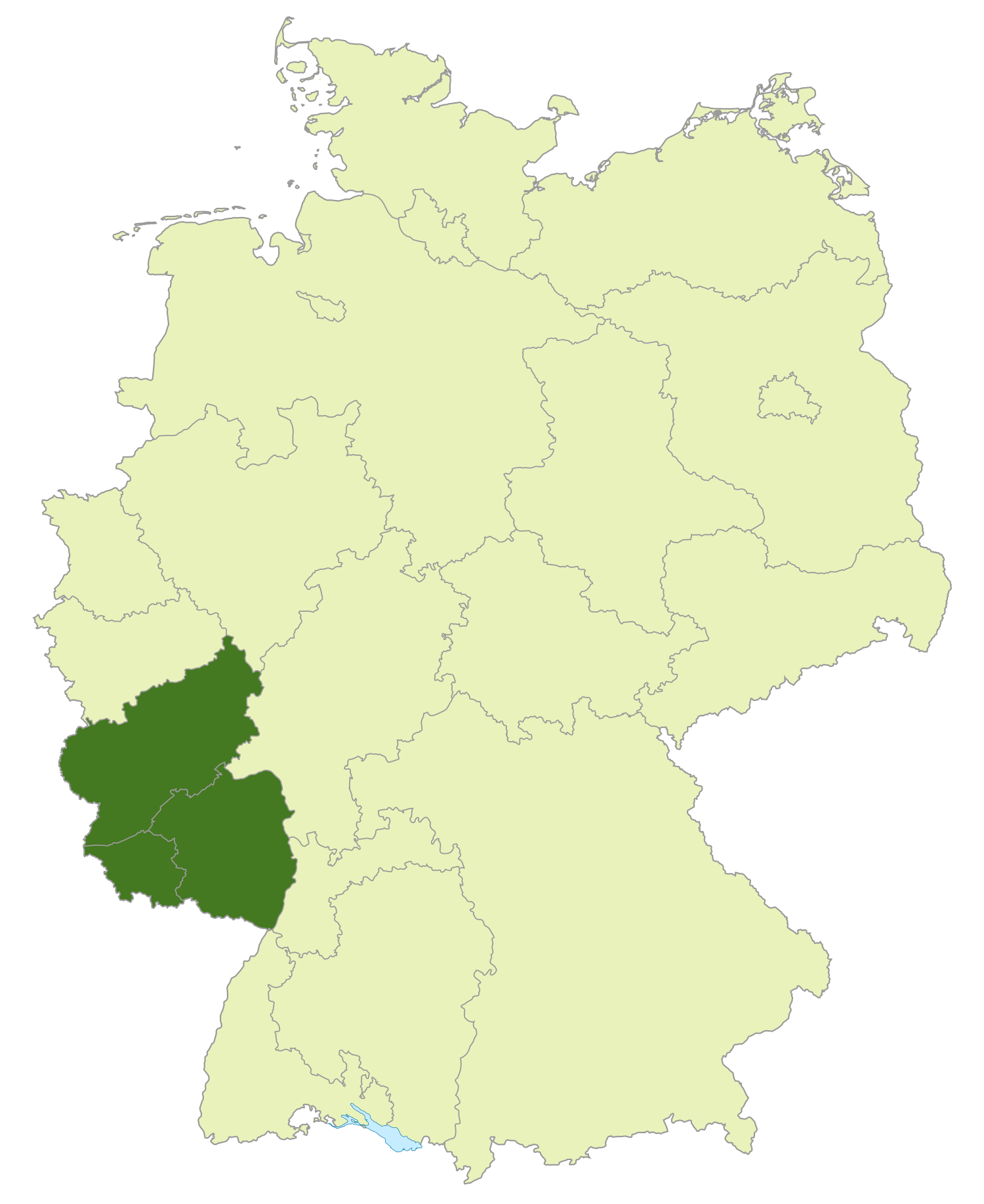
Bereich der Handball-Oberliga
Rheinland-Pfalz / Saarland

(A) = Absteiger aus der 3. Liga (N) = neu in der Liga (R) = Rückzug
 Meister und Aufsteiger zur 3. Liga 2012/13
- Für die Oberliga RPS 2012/13 qualifiziert

 Absteiger in die Ligen der Landesverbände.